# Bicyclus subapicalis
Bicyclus subapicalis är en fjärilsart som beskrevs av Aurivillius 1910. Bicyclus subapicalis ingår i släktet Bicyclus och familjen praktfjärilar. Inga underarter finns listade i Catalogue of Life.